# Diceódota

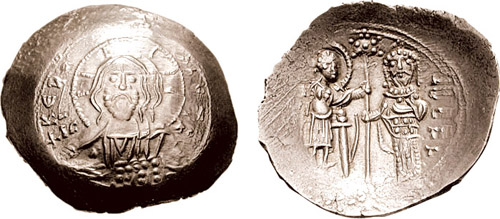
Histameno de r.

Diceódota (em grego: δικαιοδότης; romaniz.: dikaiodótes; lit. "doador das leis") foi um oficial judicial bizantino do atestado nos séculos XI-XII. O título existia desde a Antiguidade num sentido não técnico de "dispensador das leis", vindo a adquirir um sentido técnico provavelmente sob Aleixo I Comneno (r. 1081–1118): em 1094, o diceódota é atestado como um ofício distinto, presidindo sobre um dos principais tribunais de Constantinopla.
Os deveres exatos do diceódota são desconhecidos, mas o ofício estava entre os mais importantes na administração civil durante sua existência. Seus titulares frequentemente mantinham-o em conjunto com outros títulos, incluindo a posição prestigiosa de caníclio (guarda do tinteiro imperial). Seu último titular, o sebasto Miguel Belissariota, é atestado em 1197.